# Pachycondyla
A Pachycondyla é um gênero de formigas carnívoras da subfamília das poneríneas, possuidoras de poderosa picada.

## Espécies
O gênero possui uma extensa lista de espécies:
- P. aciculata (Emery, 1901)
- P. acuta (Emery, 1900)
- P. aenescens (Mayr, 1870)
- P. aenigmatica (Arnold, 1949)
- P. aequalis (Mann, 1919)
- P. agilis (Forel, 1901)
- P. ambigua (Andre, 1890)
- P. ambigua (Weber, 1942)
- P. amblyops (Emery, 1887)
- P. analis (Latreille, 1802)
- P. annamita (Andre, 1892)
- P. apicalis (Latreille, 1802)
- P. apicalis (Smith, 1857)
- P. arcuata (Karavaiev, 1925)
- P. arhuaca (Forel, 1901)
- P. astuta (Smith, 1858)
- P. atrata (Karavaiev, 1925)
- P. atrovirens (Mayr, 1866)
- P. australis (Forel, 1900)
- P. barbata (Stitz, 1911)
- P. berthoudi (Forel, 1890)
- P. bispinosa (Smith, 1858)
- P. brunoi (Forel, 1913)
- P. bucki (Borgmeier, 1927)
- P. butteli (Forel, 1913)
- P. caffraria (Smith, 1858)
- P. calcarea (Théobald, 1937)
- P. cambouei (Forel, 1891)
- P. carbonaria (Smith, 1858)
- P. carinulata (Roger, 1861)
- P. cariosa (Emery, 1895)
- P. castanea (Mayr, 1865)
- P. castaneicolor (Dalla Torre, 1893)
- P. cauta (Mann, 1922)
- P. cavernosa (Roger, 1860)
- P. cavinodis (Mann, 1916)
- P. chinensis (Emery, 1895)
- P. christmasi (Donisthorpe, 1935)
- P. chyzeri (Forel, 1907)
- P. clarki (Wheeler, 1934)
- P. claudata (Menozzi, 1926)
- P. cognata (Emery, 1896)
- P. commutata (Roger, 1860)
- P. comorensis (Andre, 1887)
- P. constricta (Mayr, 1884)
- P. crassa (Emery, 1877)
- P. crassinoda (Latreille, 1802)
- P. crawleyi (Donisthorpe, 1920)
- P. crenata (Roger, 1861)
- P. cribrata (Santschi, 1910)
- P. croceicornis (Emery, 1900)
- P. darwinii (Forel, 1893)
- P. denticulata (Kirby, 1896)
- P. depilis (Emery, 1902)
- P. dubia (Théobald, 1937)
- P. dubitata (Forel, 1900)
- P. eleonorae (Forel, 1921)
- P. elisae (Forel, 1891)
- P. emiliae (Forel, 1901)
- P. escherichi (Forel, 1910)
- P. exarata (Emery, 1901)
- P. excavata (Emery, 1893)
- P. fauveli (Emery, 1896)
- P. ferruginea (Smith, 1858)
- P. flavopilosa (Weber, 1942)
- P. foetida (Linnaeus, 1758)
- P. fossigera (Mayr, 1901)
- P. fugax (Forel, 1907)
- P. fuscoatra (Roger, 1861)
- P. gilberti (Kempf, 1960)
- P. glabripes (Emery, 1893)
- P. globiventris (Theobald, 1937)
- P. goeldii (Forel, 1912)
- P. goyana (Borgmeier, 1937)
- P. gracilicornis (Mayr, 1868)
- P. grandis (Donisthorpe, 1947)
- P. granosa (Roger, 1860)
- P. guianensis (Weber, 1939)
- P. harpax (Fabricius, 1804)
- P. haskinsi (Weber, 1939)
- P. havilandi (Forel, 1901)
- P. havilandi (Forel, 1901)
- P. henryi (Donisthorpe, 1942)
- P. holmgreni (Wheeler, 1925)
- P. hottentota (Emery, 1886)
- P. ilgii (Forel, 1894)
- P. impressa (Roger, 1861)
- P. incisa (Emery, 1911)
- P. ingesta (Wheeler, 1922)
- P. insulana (Mayr, 1876)
- P. insularis (Emery, 1889)
- P. javana (Mayr, 1867)
- P. jerdonii (Forel, 1900)
- P. jonesii (Forel, 1891)
- P. kenyensis (Santschi, 1937)
- P. kruegeri (Forel, 1910)
- P. laevigata (Smith, 1858)
- P. laevissima (Arnold, 1915)
- P. lamottei (Bernard, 1953)
- P. leeuwenhoeki (Forel, 1886)
- P. lenis (Kempf, 1961)
- P. lenkoi (Kempf, 1962)
- P. leveillei (Emery, 1890)
- P. lineaticeps (Mayr, 1866)
- P. lunaris (Emery, 1896)
- P. lutea (Mayr, 1862)
- P. luteipes (Mayr, 1862)
- P. luteola (Roger, 1861)
- P. lydiae (Santschi, 1920)
- P. magnifica (Borgmeier, 1929)
- P. malayana (Wheeler, 1929)
- P. manni (Viehmeyer, 1924)
- P. marginata (Roger, 1861)
- P. mayri (Emery, 1887)
- P. melanaria (Emery, 1893)
- P. melancholica (Smith, 1865)
- P. mesonotalis (Santschi, 1923)
- P. mesoponeroides (Radchenko, 1993)
- P. metanotalis (Luederwaldt, 1918)
- P. mlanjiensis (Arnold, 1946)
- P. mocquerysi (Emery, 1902)
- P. modiglianii (Emery, 1900)
- P. myropola (Menozzi, 1925)
- P. nasica (Santschi, 1920)
- P. nigrita (Emery, 1895)
- P. nimba (Bernard, 1953)
- P. novemdentata (Bernard, 1953)
- P. oberthueri (Emery, 1890)
- P. obesa (Emery, 1897)
- P. obscurans (Walker, 1859)
- P. obscuricornis (mery, 1890)
- P. obsoleta (Menozzi, 1931)
- P. obtusa (Emery, 1900)
- P. oculata (Smith, 1858)
- P. overbecki (Viehmeyer, 1916)
- P. pachyderma (Emery, 1901)
- P. pachynoda (Clark, 1930)
- P. pallida (Smith, 1858)
- P. pallidipennis (Smith, 1860)
- P. papuana (Viehmeyer, 1914)
- P. pergandei (Forel, 1909)
- P. peringueyi (Emery, 1899)
- P. perroti (Forel, 1891)
- P. picardi (Forel, 1901)
- P. picea (Bernard, 1953)
- P. piliventris (Smith, 1858)
- P. pilosior (Wheeler, 1928)
- P. porcata (Emery, 1897)
- P. procidua (Emery, 1890)
- P. pumicosa (Roger, 1860)
- P. punctata (Karavaiev, 1935)
- P. rostrata (Emery, 1890)
- P. rubescens (Santschi, 1937)
- P. rubiginosa (Emery, 1889)
- P. rubra (Smith, 1857)
- P. ruficornis (Clark, 1934)
- P. rufipes (Jerdon, 1851)
- P. rufonigra (Clark, 1934)
- P. sandakana (Wheeler, 1919)
- P. sanguinea (Santschi, 1920)
- P. sauteri (Forel, 1912)
- P. scobina (Wilson, 1958)
- P. scolopax (Emery, 1899)
- P. sculpturata (Karavaiev, 1925)
- P. senegalensis (Santschi, 1914)
- P. sennaarensis (Mayr, 1862)
- P. sharpi (Forel, 1901)
- P. sheldoni (Mann, 1919)
- P. sikorae (Forel, 1891)
- P. silvestrii (Santschi, 1914)
- P. simillima (Donisthorpe, 1949)
- P. sjostedti (Mayr, 1896)
- P. solitaria (Smith, 1860)
- P. soror (Emery, 1899)
- P. stigma (Fabricius, 1804)
- P. striata (Smith, 1858)
- P. striatinodis (Emery, 1890)
- P. striatula (Karavaiev, 1935)
- P. strigulosa (Emery, 1895)
- P. striolata (Donisthorpe, 1933)
- P. subiridescens (Wheeler, 1922)
- P. sublaevis (Emery, 1887)
- P. succedanea (Roger, 1863)
- P. succinea (Mayr, 1868)
- P. sulcata (Mayr, 1867)
- P. suspecta (Santschi, 1914)
- P. talpa (Andre, 1890)
- P. tarsata (Fabricius, 1798)
- P. tesseronoda (Emery, 1877)
- P. testacea (Bernard, 1953)
- P. theresiae (Forel, 1899)
- P. tonkina (Santschi, 1920)
- P. tridentata (Smith, 1858)
- P. unicolor (Smith, 1860)
- P. unidentata (Mayr, 1862)
- P. variolosa (Arnold, 1947)
- P. venusta (Forel, 1912)
- P. verecundae (Donisthorpe, 1943)
- P. vermiculata (Emery, 1897)
- P. vidua (Smith, 1857)
- P. villiersi (Bernard, 1953)
- P. villosa (Fabricius, 1804)
- P. wasmannii (Forel, 1887)
- P. weberi (Bernard, 1953)
- P. williamsi (Wheeler & Chapman, 1925)
- P. wroughtonii (Forel, 1901)
- P. zumpti (Santschi, 1937)